# Simulium lundstromi
Simulium lundstromi is een muggensoort uit de familie van de kriebelmuggen (Simuliidae). De wetenschappelijke naam van de soort is voor het eerst geldig gepubliceerd in 1921 door Günther Enderlein.